# GayVN Awards 2009
I premi della 11ª edizione dei GayVN Awards, premi dedicati alla pornografia gay, sono stati consegnati il 28 marzo 2009. La cerimonia, presentata da Janice Dickinson e Margaret Cho con la collaborazione di Alec Mapa, ha avuto luogo al Castro Theatre di San Francisco.

## Vincitori e candidati
I vincitori sono indicati in grassetto

### Best Picture
- To the Last Man (Raging Stallion)
- Ass Cruisin' (Jet Set Men)
- Best Men Parts 1 & 2 (Falcon Studios)
- Betrayed (FPG Entertainment)
- Breakers (Titan Media)
- Endgame (Dirty Bird Pictures)
- Grind, Volume 1 (Forbidden Funk)
- Italians and Other Strangers (Lucas Kazan)
- Paradise Found (Buckshot)
- The Porne Ultimatum (Dirty Bird Pictures)
- Return to Fire Island (Lucas Entertainment)
- Rio (AMG Brasil)
- Sex Hiker (Black Scorpion)
- Skin Deep (Kristen Bjorn)
- Unknown (Rascal Video)
- Verboten 1 & 2 (Hot House Entertainment)

### Best Director
- Chris Ward, Ben Leon e Tony DiMarco - To the Last Man (Raging Stallion)
- Dennis Bell - Rio (AMG Brasil)
- Kristen Bjorn - Skin Deep (Kristen Bjorn)
- Jett Blakk - Endgame (Dirty Bird Pictures)
- Bruce Cam - Breakers (Titan Media)
- Steve Cruz e Leif Gobo - Blue Movie (Mustang Studios)
- Jake Deckard - Jock Itch 1 & 2 (Raging Stallion / Screaming Eagle XXX)
- Mike Donner - The Porne Ultimatum (Dirty Bird Pictures)
- George Duroy - Lemonade (Bel Ami)
- Joe Gage - Home Invasion (Titan Media)
- Lucas Kazan - Italians and Other Strangers (Lucas Kazan)
- Chi Chi LaRue - Excess (Rascal Video)
- Michael Lucas  e Mr. Pam - Return to Fire Island (Lucas Entertainment)
- Brian Mills - Funhouse (Titan Media)
- John Rutherford - Massive (COLT Studio)
- Steven Scarborough - Verboten 1 & 2 (Hot House Entertainment)
- Chris Steele - Ass Cruisin' (Jet Set Men)
- Kristofer Weston - Paradise Found (Buckshot)

### Performer of the Year
- Logan McCree
- Brent Corrigan
- Steve Cruz
- D.O.
- Dean Flynn
- Johnny Hazzard
- Roman Heart
- Wolf Hudson
- Steve Hunt
- Tommy Lima
- Barrett Long
- Michael Lucas
- Tory Mason
- Zack Randall
- Erik Rhodes
- Max Schutler
- Ricky Sinz
- Scott Tanner
- Diesel Washington

### Best Actor
- Ricky Sinz - To the Last Man (Raging Stallion)
- Tony Buff - Home Invasion (Titan Media)
- Chad Clovis - Friendly Force (G&G Media)
- Brent Corrigan - Just the Sex (Dirty Bird Pictures/Prodigy Pictures)
- D.O. - Sex Hiker (Black Scorpion)
- Austin Grant - Young Guns (Centaur Films)
- Roman Heart - Roman's Holiday (Falcon Studios)
- Chad Hunt - Endgame (Dirty Bird Pictures)
- Ross Hurston - Paging Dr. Finger (Hot House Entertainment)
- Aaron James - Ass Cruisin' (Jet Set Men)
- Wilfried Knight - Brothers' Reunion (Lucas Entertainment)
- Cameron Marshall - Black Meat White Heat (All Worlds Video)
- Logan McCree - The Drifter (Raging Stallion)
- Zack Randall - Paradise Found (Buckshot)
- Erik Rhodes - Best Men parts 1 & 2 (Falcon Studios)
- Blake Riley - Unknown (Rascal Video / Channel 1 Releasing)
- Kaden Saylor - The Porne Ultimatum (Dirty Bird Pictures)
- Brad Star - South Beach Diaries (ASG Entertainment)
- Aaron Tyler - The Twink Whisperer (PZP Productions)

### Best Actor - Foreign Release
- Ralph Woods - French Kiss (Bel Ami)
- Bruno Boni - Italians and Other Strangers (Lucas Kazan)
- Chad Driver - Grand Prix (Ayor Studios)
- Steve Hunt - Masters & Servants (High Octane)
- Rick Garcia - Rio (AMG Brasil)
- Bjorn Gedda - Frisbee (Ayor Studios)
- Tommy Lima - Tommy Lima In Brazil: On the Beach (Alexander Pictures)
- Brandon Manilow - The Private Life of Brandon Manilow (Bel Ami)
- Miguel Torres - No Rest in This Room (Alexander Pictures)
- Julian Vincenzo - The Crave 3 (The French Connection)

### Best Supporting Actor
- Scott Tanner - To the Last Man (Raging Stallion)
- Trevor Knight - Endgame (Dirty Bird Pictures)
- Zeb Atlas - Best Men parts 1 & 2 (Falcon Studios)
- Cole - Ringleader (Dirty Bird Pictures)
- Brent Corrigan - The Porne Ultimatum (Dirty Bird Pictures)
- Vinnie D'Angelo - The Drifter (Raging Stallion)
- Jake Deckard - To the Last Man (Raging Stallion)
- Johnny Gunn - Paging Dr. Finger (Hot House Entertainment)
- Wolf Hudson - Shifting Gears (All Worlds Video)
- Sean Preston - The Twink Whisperer (PZP Productions)
- Cole Ryder - Black Meat White Heat (All Worlds Video)
- Tyler Saint - Home Invasion (Titan Media)
- Chris Thomas - Jock Tease (Jet Set Men)
- Wade Warren - Afton Nills' Interrogation (Xtreme Productions)
- Kurt Wild - Young Guns (Centaur Films)

### Best Bottom
- Brent Corrigan
- Scott Campbell
- Jason Crew
- Roman Heart
- Blu Kennedy
- Tommy Lima
- Remy Mars
- Zack Randall
- Erik Rhodes
- Blake Riley
- Alexy Tyler
- Kurt Wild

### Best Top
- Ricky Sinz
- Tom Chase
- D.O.
- TJ Hawke
- Chad Hunt
- Barrett Long
- Michael Lucas
- Ricardo Onça
- Jason Ridge
- Rock
- Tyler Saint
- Brad Star
- Diesel Washington

### Best Newcomer
- Jackson Wild
- Scott Campbell
- David Dakota
- RJ Danvers
- Ross Hurston
- Aaron James
- Aden e Jordan Jaric
- Kyle King
- Dolph Lambert
- Cameron Marshall
- Marcelo Mastro
- Guy Parker
- Damian Rios
- Kaden Saylor
- Trio Visconti

### Best Fetish Performer
- Tober Brandt
- Tony Buff
- Derek da Silva
- Mason Garet
- Zack Randall
- Ryan Raz
- Paul Stag
- Park Wiley

### Best All-Sex Film
- Breakers (Titan Media)
- The 4th Floor (Raging Stallion)
- A+ 2 (Bel Ami)
- Afton Nills' Interrogation (Xtreme Productions)
- Bathhouse Exxxtasy (Alexander Pictures)
- Blackballed 6: Under the Hood (All Worlds Video)
- Blue Movie (Mustang Studios)
- Closed Set: Oral Report (D/G Mutual Media)
- Contact (Mustang Studios)
- The Crave Volume 3 (The French Connection)
- Da Hating Game (Pitbull Productions)
- Funhouse (Titan Media)
- Inside Out (COLT Studio)
- Just the Sex (Dirty Bird Pictures / Prodigy Pictures)
- Return to Fire Island (Lucas Entertainment)
- Suruba: Azul (AMG Brasil)
- Testosterone (BangBangBoys.com / Raging Stallion)
- Trunks 5 (Hot House Entertainment)

### Best Alternative Release
- Wrangler: Anatomy of an Icon (TLA Releasing)
- Another Gay Sequel: Gays Gone Wild! (TLA Releasing)
- Couch Surfers: Trans Men in Action (Trannywood Pictures)
- Curious - Director's Cut (G&G Media)
- Even More Bang For Your Buck 2 (Buck Angel Entertainment)
- Everything You Wanted to Know About Gay Porn Stars But Were Afraid to Ask! (here!)
- Wrestling Live 23 (AMG Media)

### Best Amateur Film
- Edge, Volume 2 (ChaosMen)
- Amateur Daddy Orgy (Pantheon Productions)
- Come Over and Play #5 (Next Door Male)
- Popping His Cherry (Xtreme Productions)
- The Porthole 2 (Active Duty)
- Top Brass, Military Issue #2 (Dirk Yates)

### Best Bear Film
- Centurion Muscle 5: Maximus (Centurion Pictures)
- Amateur Daddy Orgy (Pantheon Productions)
- Bear Club For Men (Pacific Sun Entertainment)
- Bear Oasis (Pantheon Productions)
- Bears & Lovers (Grey Rose Video Productions)
- Bounty Hunter (Butch Bear)
- Woof Strapped (BearFilms.com)

### Best Bisexual Film
- Shifting Gears: A Bisexual Transmission (All Worlds Video)
- Bi Maxx (Eromaxx)
- Bi Pole Her #2 (Third World Media)
- Bisexual Bachelor Party (US Male Bi)
- Forced Bi Cuckolds (Kick Ass Pictures)

### Best Classic DVD
- Best of the 1970s (Falcon Studios)
- 19 Good Men (Bijou Classics)
- The Big One (Catalina Video)
- The Company We Keep (COLT Studio)
- Jack Radcliffe Box Set (Bear)
- Leather Narcissus (The French Connection)
- Raw Country (Bijou Classics)
- Super Jock (Falcon Studios)
- Switchcraft (Catalina Video)
- Theatre Film Classics: Teacher's Pests (Athletic Model Guild)

### Best Ethnic-Themed Film
- Blackballed 6: Under the Hood (All Worlds Video)
- Black Meat White Heat (All Worlds Video)
- Bling (Real Urban Men)
- Da Hating Game (Pitbull Productions)
- Home Alone (B.C. Productions)
- Grind, Vol. 1 (Forbidden Funk)
- Press Play (Street Royale)
- Snow Ballerz (Flava Works)
- Spread Dat Butta (Pitbull Productions)
- Take it Like a Man: Azz On Fire (Pitbull Productions)
- Urban Sex Heroes (Purefcuk)

### Best Ethnic-Themed Film - Latin
- Roman's Holiday (Falcon Studios)
- Bailando Tango (Latin Heat)
- Bathhouse Exxxtasy (Alexander Pictures)
- Carnaval (AMG Brasil)
- No Rest in This Room (Alexander Pictures)
- Rio (AMG Brasil)
- Santo Domingo 2 (Flava Works)
- Testosterone (BangBangBoys.com/Raging Stallion)
- Tommy Lima in Brazil: In the Jungle (Alexander Pictures)

### Best Fetish Film
- Folsom Prison' (Titan Media)
- Abus de Pouvoir (Mack Studio)
- The Block Part 1 (Mack Studio)
- British Slave Boys (Seal Productions)
- Fisting Ranch Hands (Red Eagle)
- Folsom Undercover (Titan Media)
- Grunts Fisting: Arm of One (Raging Stallion)
- House of Leather (Backroom Films)
- Instruments of Persuasion 2 (Sting Pictures)
- The Mechanic (Steel Mill Media)
- Piss! (Lucas Entertainment)
- Red Hanky Club (Club Inferno)
- Sounding #1 (Raging Stallion)
- Winning the Bet (Dark Realm)

### Best Foreign Release
- Italians and Other Strangers (Lucas Kazan)
- The Crave Volume 3 (The French Connection)
- Cruising Budapest V: The Mangiatti Twins (Lucas Entertainment)
- French Kiss (Bel Ami)
- Grand Prix (Ayor Studios)
- Indecent Proposals (Falcon International)
- Lemonade (Bel Ami)
- Love Story (Heavenly Hunks)
- Masters & Servants (High Octane)
- No Rest in This Room (Alexander Pictures)
- Rio (AMG Brasil)
- Suite Dreams (Titan Media)
- Testosterone (BangBangBoys.com/Raging Stallion)
- When Straight Boys Turn (AlphaMales)

### Best HD Feature
- Breakers (Titan Media)
- A Boy's Dream (Hyde Park Productions)
- Copperhead Canyon (Titan Media)
- Cuma Sutra (Black Scorpion)
- Hotter Than Hell 4 (Raging Stallion)
- Slide (Jet Set Men)
- South Beach Diaries (ASG Entertainment)
- Sex Hiker (Black Scorpion)

### Best Leather Film
- Verboten 1 & 2 (Hot House Entertainment)
- Big Bigger Biggest Part 1 (Raging Stallion)
- The Block Part 1 (Mack Studio)
- Folsom Undercover (Titan Media)
- Full Metal Hard Sex (Mack Studio)
- House of Leather (Backroom Films)
- Leather to Leather (Diamond Pictures)

### Best Pro/Am Film
- Brent Corrigan's Summit (Dirty Bird Pictures/Prodigy Pictures)
- A+ 2 (Bel Ami)
- Auditions 27: Michael Does Russia (Lucas Entertainment)
- Closed Set: Oral Report (D/G Mutual Media)
- East Berlin (Collin O'Neal's World of Men)
- Hot Cast: Do You Wanna Be a Porn Star? (Citebeur)
- Jake Mitchell's Fuck Buddies POV One (Grey Rose Productions)
- Roadtrip Vol. 4: Big Sur (Jocks Studio)
- Serbia (Collin O'Neal's World of Men)
- Sexcursions: LKP Casting 04 (Lucas Kazan)
- XXX Amateur Hour Volume 9 (Dirty Bird Pictures)

### Best Sex Comedy
- Paging Dr. Finger (Hot House Entertainment)
- Big Dick Society (Jet Set Men)
- French Kiss (Bel Ami)
- Jock Tease (Jet Set Men)
- The Twink Whisperer (PZP Productions)

### Best Solo Film
- Minute Man Solo 31: Hangin' Out (COLT Minute Man Solo)
- Daddy's Dick In Hand (Pantheon Productions/HotOlderMale.com)
- Dirk Yates' College Cocks Volume 2 (All Worlds Video/Dirk Yates)
- Gettin' Off! (Citiboyz)
- HandyMan Volume 5 (Mercenary Pictures)
- Jacking Off 4 U (Hot Wendy Productions)
- Papi Chulos (Finestar Entertainment)
- Papi Chulos 2 (Finestar Entertainment)
- PinUps: Blondes (Bel Ami)
- Sinful Sessions Volume 1 (Sinergy Films)
- Stroke (BangBangBoys.com/Raging Stallion)

### Best Twink Film
- Just the Sex 1 & 2 (Dirty Bird Pictures/Prodigy Pictures)
- A Boy's Dream (Hyde Park Productions)
- Afton Nills' Interrogation (Xtreme Productions)
- Brent Corrigan's Summit (Dirty Bird Pictures/Prodigy Pictures)
- Emo Twinks (SaggerzSkaterz/Candy Spookie)
- Grand Prix (Ayor Studios)
- Love Story (Heavenly Hunks)
- Popping His Cherry (Xtreme Productions)
- Skinny Dipped (18 West)
- Tight Ass Twinks (Citiboyz)
- The Twink Whisperer (PZP Productions)

### Best Group Scene
- Sex Hiker (Black Scorpion) Zack Randall, Pistol Pete, Dallas Reeves, Rocco, Zackary Pierce, Braxton Bond, Carlos Rio
- Afterparty (Falcon Studios) Erik Rhodes, Tony Capucci, TJ Hawke, Damian Rios
- Best Men Part 2: The Wedding Party (Falcon Studios) Erik Rhodes, Aden Jaric, Jordan Jaric, Austin Wylde, Turk Mason
- Blackballed 6: Under the Hood (All Worlds Video) Scott Alexander, Christopher Ashlee, Eddie Diaz, Arin Driver, Markus Ram, Aron Ridge, Ian Rock, Dylan Saunders
- Brent Corrigan's Summit (Dirty Bird Pictures/Prodigy Pictures) Brent Corrigan, Jacob Powell, Reese Reynolds, Adam Wells
- Chainsaw (Titan Media) Dillon Buck, Dean Flynn, Bigg Pete, Riley Burke, Ludovic Canot, Ken Mack
- Cruising Budapest V: The Mangiatti Twins (Lucas Entertainment) Michael Lucas, Steve Hunt, Fabrizio Mangiatti, Fernando Mangiatti
- Endgame (Dirty Bird Pictures) Chad Hunt, Cort Donovan, Nash Lawler, Phoenix Saint
- Folsom Undercover (Titan Media) Tyler Peter, Tony Buff, Dirk Jager, Frank Philipp
- Grind, Vol. 1 (Forbidden FUNK Media) Eddie Rojas, Aron Ridge, Ian Rock, Nubius, Karamel Brown, Zyzz Taylor, Anu Juhan, Mario Ortiz
- Home Invasion (Titan Media) Tony Buff, Jackson Wild, Sean Preston, Ty Roberts, Tommy Ruckus
- Paging Dr. Finger (Hot House Entertainment) Kai Ford, Dillon Crowe, Jackson Wild, Trevor Knight
- Skin Deep (Kristen Bjorn) Jean Franko, Ricardo Safado, Rodrigo Ferrais, Rocco Banks, Harry Louis, Erik Demko
- Slide (Jet Set Men) William West, Shane Erickson, Dean Carter, Patrick Bateman
- Tommy Lima In Brazil 2: In the Jungle (Alexander Pictures) Tommy Lima, Cosme Dieaz, Marcelo Souza, Francisco Macedo
- Unknown (Rascal Video) Jackson Wild, Chad Hunt, Nash Lawler, Dominik Rider

### Best Threesome
- To the Last Man (Raging Stallion) Ricky Sinz, Scott Tanner, Logan McCree
- Afton Nills' Interrogation (Xtreme Productions) Phillip Ashton, Tyler Dawson, Reed Parker
- Big Dick Society (Jet Set Men) Trevor Knight, Darren Rodman, Sebastian Young
- Black Meat White Heat (All Worlds Video) Eddie Diaz, Antonio Milan, Damien Holt
- Booty Bandit (B.C. Productions) Remy Mars, Dre, Mr. X
- Bounty Hunter (Butch Bear) Árpád Miklós, Charlie Fabravo, Parker Williams
- A Boy's Dream (Hyde Park Productions) Ryan Meyers, Aaron Kacin, Cayleb Wayne
- Breakers (Titan Media) Tony Buff, Rick van Sant, Dean Flynn
- The Crave Volume 3 (The French Connection) Massimo Ferzetti, Adrian Floris, Carlo Ramos
- Cuma Sutra (Black Scorpion) Brodie Sinclair, Rocko, Anthony Marks
- Fleet Week (Falcon Studios) Kyle Pierce, Josh Weston, Tristan Jaxx
- Hotter Than Hell Part 2 (Raging Stallion) Dak Ramsey, Logan McCree, Tober Brandt
- Raw Rods #2: Gangsta Juice (Rockafellaz Entertainment) Rock, Manny Baby, Hotrod
- Return to Fire Island (Lucas Entertainment) Jason Crew, Luca Ciccone, Travis Irons
- Serbia (Collin O'Neal's World of Men) Collin O'Neal, Bijan, Dakota Rivers

### Best Sex Scene - Duo
- The Drifter - Logan McCree e Vinnie D'Angelo (Raging Stallion)
- BarBack - Ricky Sinz e Max Schutler (Raging Stallion)
- Contact - Tristan Jaxx e Alexy Tyler (Mustang Studios)
- Copperhead Canyon - Dean Flynn e Kurt Wild (Titan Media)
- Da Hating Game - Lex e JT (Pitbull Productions)
- Double Standard - François Sagat e Max Schutler (Titan Media)
- East Berlin - Mack Manus e Matteo (Collin O'Neal's World of Men)
- Excess - Eddie Diaz e Jude Collin (Rascal Video)
- Funhouse - Dean Flynn e Eric Moreau (Titan Media)
- Italians and Other Strangers - Bruno Boni e Matthias Vannelli (Lucas Kazan)
- Just the Sex - Brent Corrigan e Luke Haas (Dirty Bird Pictures/Prodigy Pictures)
- Mug Shots - Robbie Ireland e Scott Campbell (Dirty Bird Pictures)
- The Porne Ultimatum - Kaden Saylor e Brent Corrigan (Dirty Bird Pictures)
- Pounding the Pavement - Jimmy Trips e Wolf Hudson (Lucas Entertainment)
- Serbia - Roman Ragazzi e Brennon (Collin O'Neal's World of Men)
- Skin Deep - Bruno Jones e Jordi Casal (Kristen Bjorn)
- Spread - Dat Butta KB e Corey Corey (Pitbull Productions)
- Telescope - Steven Ponce e Diesel Washington (Titan Media)
- To the Last Man - Logan McCree e Scott Campbell (Raging Stallion)

### Best Oral Scene
- To the Last Man - Jackson Wild e Ricky Sinz (Raging Stallion)
- Best Men Part 1: The Bachelor Party - Matthew Rush e Zeb Atlas (Falcon Studios)
- Chainsaw - Sebastian Rivers e CJ Madison (Titan Media)
- Cuma Sutra - Scott Tanner, Brian Bodine, Park Wiley e Pistol Pete (Black Scorpion)
- Da Hating Game - Lex e JT (Pitbull Productions)
- Jock Itch - Josh West e RJ Danvers (Screaming Eagle XXX)
- Just the Sex - Brent Corrigan e Kurt Wild (Dirty Bird Pictures/Prodigy Pictures)
- Sex Hiker - Zack Randall e Zackary Pierce (Black Scorpion)
- Suck It Up - Cameron Marshall e Turk Mason (Rascal Video)
- The Twink Whisperer - Ashton Longboard e Robbie Hart (PZP Productions)

### Best Solo Performance
- Tommy Ruckus/Jackson Wild - Home Invasion (Titan Media)
- Aaron Armstrong - Gettin' Off (Citiboyz)
- Jack Benelli - Rio (AMG Brasil)
- Kyle King - King Size (Hot House Entertainment)
- Tommy Lima - Bathhouse Exxxtasy (Alexander Pictures)
- Tory Mason - Paradise Found (Buckshot)
- Vic Rocco - Jock Itch (Screaming Eagle XXX)
- Brodie Sinclair - Cuma Sutra (Black Scorpion)
- Brad Star - South Beach Diaries (ASG Entertainment)
- Jasper van Dean - Minute Man Solo 31: Hangin' Out (COLT Minute Man Solo)

### Best Cum-Shot
- Barrett Long - XXX Amateur Hour Volume 6 (Dirty Bird Pictures)
- Rafael Alencar  - Pounding the Pavement (Lucas Entertainment)
- Scott Alexander - Over Drive (Titan Media)
- David Bennett - Scamps (Euroboy XXX)
- Eddie Diaz - Excess (Rascal Video)
- Francesco D'Macho - Verboten 2 (Hot House Entertainment)
- D.O. - Sex Hiker (Black Scorpion)
- Mike Dreyden - House of Leather (Backroom Films)
- Darin Hawk - Couples III (COLT Studio)
- Johnny Hazzard - Hazzard Zone (Rascal Video)
- Tristan Jaxx - Fleet Week (Falcon Studios)
- Nubius - Urban Sex Heroes (Street Royale)
- Paris - Bling (Real Urban Men)
- Ricky Parks - Massive (COLT Studio)
- Jason Ridge - Paradise Found (Buckshot)
- Todd Rosset - Johan's Journal: Sun Kissed (Bel Ami)
- Spike - Closed Set: Oral Report (D/G Mutual Media)
- Jason White - Big Dick Society (Jet Set Men)
- Kurt Wild - Young Guns (Centaur Films)

### Best Non-Sex Performance
- Lady Bunny - Brothers' Reunion (Lucas Entertainment)
- Matthew Johnson - To the Last Man (Raging Stallion)
- Johan Paulik - French Kiss (Bel Ami)
- Ricky Sinz - Hotter than Hell Part 1 (Raging Stallion)
- Patricia Sonnenberg - Million Dollar Boy (Spritzz)

### Best Screenplay
- Tony DiMarco - To the Last Man (Raging Stallion)
- Jett Blakk - Endgame (Dirty Bird Pictures)
- Chris Brand - Betrayed (FPG Entertainment)
- Mike Donner - The Porne Ultimatum (Dirty Bird Pictures)
- Joe Gage - Home Invasion (Titan Media)
- Jamie Hendrix - Friendly Force (G&G Media)
- Doug Jeffries - Black Meat White Heat (All Worlds Video)
- Logan McCree - The Drifter (Raging Stallion)
- Jim Rhatt - Stalker (Steel Mill Media)
- Eddie Stone - Unknown (Rascal Video)

### Best Cinematography
- Chris Ward, Ben Leon e Tony Dimarco - To the Last Man (Raging Stallion)
- Dennis Bell - Rio (AMG Brasil)
- Kristen Bjorn - Skin Deep (Kristen Bjorn)
- Jett Blakk - Endgame (Dirty Bird Pictures)
- Richard Board - Verboten 1 & 2 (Hot House Entertainment)
- Ross Cannon - Hung Country for Young Men (Jet Set Men)
- Ross Cannon - The Porne Ultimatum (Dirty Bird Pictures)
- Chip Daniels e Ron Hammil - Young Guns (Centaur Films)
- George Duroy - Lemonade (Bel Ami)
- Leif Gobo - Blue Movie (Mustang Studios)
- Doug Knight - A Boy's Dream (Hyde Park Productions)
- Todd Montgomery - Paradise Found (Buckshot)
- Mr. Pam - Return to Fire Island (Lucas Entertainment)
- Mr. Pam - Sex Hiker (Black Scorpion)
- Leonardo Rossi - Italians and Other Strangers (Lucas Kazan)
- Paul Wilde e Jeff Slurr - Breakers (Titan Media)

### Best Art Direction
- To the Last Man (Raging Stallion)
- Beyond Malibu (Ridgeline Films)
- Blue Movie (Mustang Studios)
- A Boy's Dream (Hyde Park Productions)
- Carnaval (AMG Brasil)
- Funhouse (Titan Media)
- Italians and Other Strangers (Lucas Kazan)
- Jock Itch (Screaming Eagle XXX)
- Million Dollar Boy (Spritzz)
- Paging Dr. Finger (Hot House Entertainment)
- The Porne Ultimatum (Dirty Bird Pictures)
- Return to Fire Island (Lucas Entertainment)
- Skin Deep (Kristen Bjorn)
- Stark Naked (Hot House Entertainment)
- The Twink Whisperer (PZP Productions)

### Best Editing
- To the Last Man (Raging Stallion)
- Afterparty (Falcon Studios)
- Betrayed (FPG Entertainment)
- Blue Movie (Mustang Studios)
- Breakers (Titan Media)
- Excess (Rascal Video)
- House of Leather (Backroom Films)
- Hung Country for Young Men (Jet Set Men)
- Italians and Other Strangers (Lucas Kazan)
- Paging Dr. Finger (Hot House Entertainment)
- Paradise Found (Buckshot)
- The Porne Ultimatum (Dirty Bird Pictures)
- Return to Fire Island (Lucas Entertainment)
- Skin Deep (Kristen Bjorn)
- Young Guns (Centaur Films)

### Best Music
- JD Slater/Nekked  - To the Last Man (Raging Stallion)
- DameGoodz - Return to Fire Island (Lucas Entertainment)
- Rock Hard - Verboten 1 & 2 (Hot House Entertainment)
- Byron Hightower - Grind Vol. 1 (Forbidden Funk)
- Joe Wilson - Slide (Jet Set Men)

### Best Packaging
- Return to Fire Island (Lucas Entertainment)
- Breakers (Titan Media)
- Cuma Sutra (Black Scorpion)
- Fan Base (Pacific Sun Entertainment)
- Fleet Week (Falcon Studios)
- House of Leather (Backroom Films)
- Jack Radcliffe Box Sex (Bear)
- Jock Itch 1 & 2 (Screaming Eagle XXX)
- Sex Hiker (Black Scorpion)
- Suruba: Azul (AMG Brasil)
- Tap Out (Butch Bear)
- To the Last Man (Raging Stallion)
- Verboten 1 & 2 (Hot House Entertainment)

### Best Marketing
- Excess (Rascal Video)
- Breakers (Titan Media)
- Carnaval (AMG Brasil)
- Folsom Undercover (Titan Media)
- Jock Tease (Jet Set Men)
- South Beach Diaries (ASG Entertainment)
- Return to Fire Island (Lucas Entertainment)
- To the Last Man (Raging Stallion)

### Best DVD Extras
- To the Last Man (Raging Stallion)
- Breakers (Titan Media)
- Cuma Sutra (Black Scorpion)
- Jock Itch (Screaming Eagle XXX)
- Longhorn Roundup (Diamond Pictures)
- Return to Fire Island (Lucas Entertainment)
- Ringleader (Active Duty)
- Sex Hiker (Black Scorpion)

### Best DVD Special Edition
- To the Last Man 4 Disc Edition (Raging Stallion)
- Breakers (Titan Media)
- Return to Fire Island (Lucas Entertainment)
- Sebastian Young Reduxxx (PZP Productions)
- Wild Wild Three-Ways Collectors' Edition (Jet Set Men)

### Best Site of the Year
- C1R.com
- ActiveDuty.com
- BangBangBoys.com
- BelAmiOnline.com
- BoundMuscle.com
- CollinONeal.com
- COLTStudioGroup.com
- CorbinFisher.com
- FalconStr8men.com
- HotHouse.com
- HotOlderMale.com
- JetSetMen.com
- LucasEntertainment.com *
- PureFCUK.com
- RandyBlue.com *
- SeanCody.com *
- StagHomme.com
- TitanXXX.com
- XXXAmateurHour.com

### Best Web Performer
- Leo Gamiani
- Mitch Branson
- Luke Bryant
- Luke Cassidy
- Ty Colt
- Damien Crosse
- Jake Cruise
- Francesco D'Macho
- Aaron James
- Barrett Long
- Collin O'Neal
- Dempsey Stearns

### Best Amateur Site
- ChaosMen.com
- ActiveDuty.com
- AmateurStraightGuys.com
- BaitBus.com
- CollegeDudes247.com
- DirkYatesLive.com
- Str8BoyzSeduced.com
- YouLoveJack.com

### Best Bear Site
- ButchBear.com
- BearFilms.com
- CyberBears.com

### Best Twink Site
- BelAmiOnline.com
- 8teenboy.com
- BoysOnTheWeb.com
- FuckThatTwink.com
- KnightBoyz.com
- PopBoys.com
- Twinks.com
- Twinkscape.com

### Best Renting Title of 2009
- Grunts (Raging Stallion)

### Trailblazer Award
- Chi Chi LaRue

### Lifetime Achievement Award
- Roger Earl

### Hall of Fame
- Michael Lucas
- Chris Steele
- Dean Phoenix
- TJ Paris
- Jack Simmons
- Phil St. John
- Dink Flamingo